# Evrard Eyinga Meba
Evrard Eyinga Meba est un homme politique camerounais et neveu de Paul Biya.

## Biographie

### Enfance, éducation et débuts
Evrard Eyinga Meba est le fils de Pierre Meba, le frère cadet de Paul Biya.

### Carrière
Evrard Eyinga Meba est président de la sous-section RDPC du Dja et Lobo, celle couvrant Meyomessala, terre d'origine du président Paul Biya,. Réputé généreux, sa popularité lui vaut la victoire lors des élections des jeunes du parti au pouvoir en 2007. 
Il est aussi associé à la réalisation de grands projets d'infrastructures au Cameroun. Notamment avec la société Secumar Oropex,.
Il est membre de délégation du Cameroun à des forums à l'étranger. 
Il s'oppose à des influenceurs de la dispora camerounaise lorsque ces derniers menacent la sécurité des membres de sa famille lors de leurs séjours en Europe,,,,.

« Je viens ici vous dire que celui qui touchera à un cheveu de ma petite sœur, sachez que les répercutions seront à la hauteur de celles que vous-même vous avez provoquées. Vos familles également peuvent se retrouver en train d’être persécutées. Trop, c’est trop »